# Joe Locke
Joseph William Locke (sinh ngày 24 tháng 9 năm 2003) là một diễn viên người Manx. Anh được biết đến với nam chính Charlie Spring trong sê-ri phim tuổi teen Trái tim ngừng nhịp (2022–nay) của Netflix, tại đây anh đã nhận được đề cử Giải Emmy dành cho Trẻ em và Gia đình.

## Xuất thân và giáo dục
Joseph William Locke sinh ngày 24 tháng 9 năm 2003. Anh sinh ra và lớn lên tại Douglas, đảo Man, sau đó theo học tại Trường Trung học Ballakermeen. Chia sẻ với This Morning của ITV vào tháng 4 năm 2022, anh đang ôn tập để lấy bằng A-level cho các môn chính trị, lịch sử và tiếng Anh. Khi còn học trung học, Locke và ba bạn học đã đệ đơn yêu cầu các quan chức chính phủ điều tra tính khả thi việc cho phép những người tị nạn Syria đến Đảo Man.

## Sự nghiệp
Vào năm 2020, Locke trở thành thành viên của Nhà hát Quốc gia Connections cũng như sản xuất tại Nhà hát Gaiety cùng một nhóm thanh niên thuộc Trung tâm Nghệ thuật Kensington. Đến tháng 4 năm 2021, Locke được thông báo sẽ đảm nhận vai chính Charlie Spring, đây cũng là vai diễn đầu tay của anh trong loạt phim tuổi mới lớn Trái tim ngừng nhịp được chuyển thể từ webcomic và tiểu thuyết đồ họa cùng tên của Alice Oseman do Netflix phát hành vào năm 2022. Anh được chọn trong số 10.000 diễn viên tiềm năng khác thông qua một cuộc gọi tuyển chọn diễn viên mở. Vào thời điểm ghi hình, anh đã 17 tuổi nhưng vào vai một cậu học sinh 14-15 tuổi.
Tháng 11 năm 2022, Locke đã được chọn tham gia loạt phim truyền hình ăn theo WandaVision, Agatha: Coven of Chaos của Marvel Studios được phát hành trên Disney+.

## Đời tư
Locke công khai xu hướng tính dục trên Instagram và với mẹ của mình, bản thân là người đồng tính khi chỉ mới 12 tuổi. Tuy nhiên, sau đó anh đã xóa bài đăng này khỏi Instagram và không công khai cho đến năm 15 tuổi vì cho rằng bản thân sẵn sàng công khai xu hướng tính dục với gia đình chứ không phải thế giới. Locke cũng từng chia sẻ với truyền thông những trải nghiệm cá nhân khi là một người đồng tính trẻ xuất thân từ đảo Man cùng những điểm tương đồng giữa bản thân với nhân vật Charlie trong loạt phim Trái tim ngừng nhịp.
Vào tháng 8 năm 2022, Bộ trưởng Bộ y tế của đảo Man, Lawrie Hooper, đã xác thực chính phủ sẽ thay đổi lệnh cấm hoàn toàn đối với những người đồng tính nam hiến máu sau khi Locke kêu gọi thay đổi quy định "lỗi thời" trong một video được phát tại lễ tự hào hàng năm trên đảo.

## Dự án
| Các tác phẩm chưa được phát hành | Các tác phẩm chưa được phát hành |

### Truyền hình
| Năm       | Tựa phim               | Vai diễn              | Ghi chú      |
| --------- | ---------------------- | --------------------- | ------------ |
| 2022–2024 | Trái tim ngừng nhịp    | Charlie Spring        | Vai chính    |
| 2024      | Agatha: Coven of Chaos | Billy Kaplan / Wiccan | Hậu sản xuất |

### Vở kịch
| Năm  | Tựa phim   | Vai diễn | Địa điểm         | Ct.    |
| ---- | ---------- | -------- | ---------------- | ------ |
| 2022 | The Trials | Noah     | Donmar Warehouse | [ 23 ] |

## Giải thưởng
| Giải thưởng                           | Năm  | Hạng mục                             | Tác phẩm            | Kết quả   | Ct.    |
| ------------------------------------- | ---- | ------------------------------------ | ------------------- | --------- | ------ |
| Giải Emmy dành cho Trẻ em và Gia đình | 2022 | Hiệu suất dẫn xuất sắc               | Trái tim ngừng nhịp | Đề cử     | [ 24 ] |
| Giải Truyền hình Quốc gia             | 2022 | Ngôi sao đang lên                    | Trái tim ngừng nhịp | Đề cử     | [ 25 ] |
| Giải Queerty                          | 2023 | Hiệu suất - TV                       | Trái tim ngừng nhịp | Đoạt giải | [ 26 ] |
| Giải WhatsOnStage                     | 2023 | Màn trình diễn đầu tay xuất sắc nhất | The Trials          | Đoạt giải | [ 27 ] |